# Marna

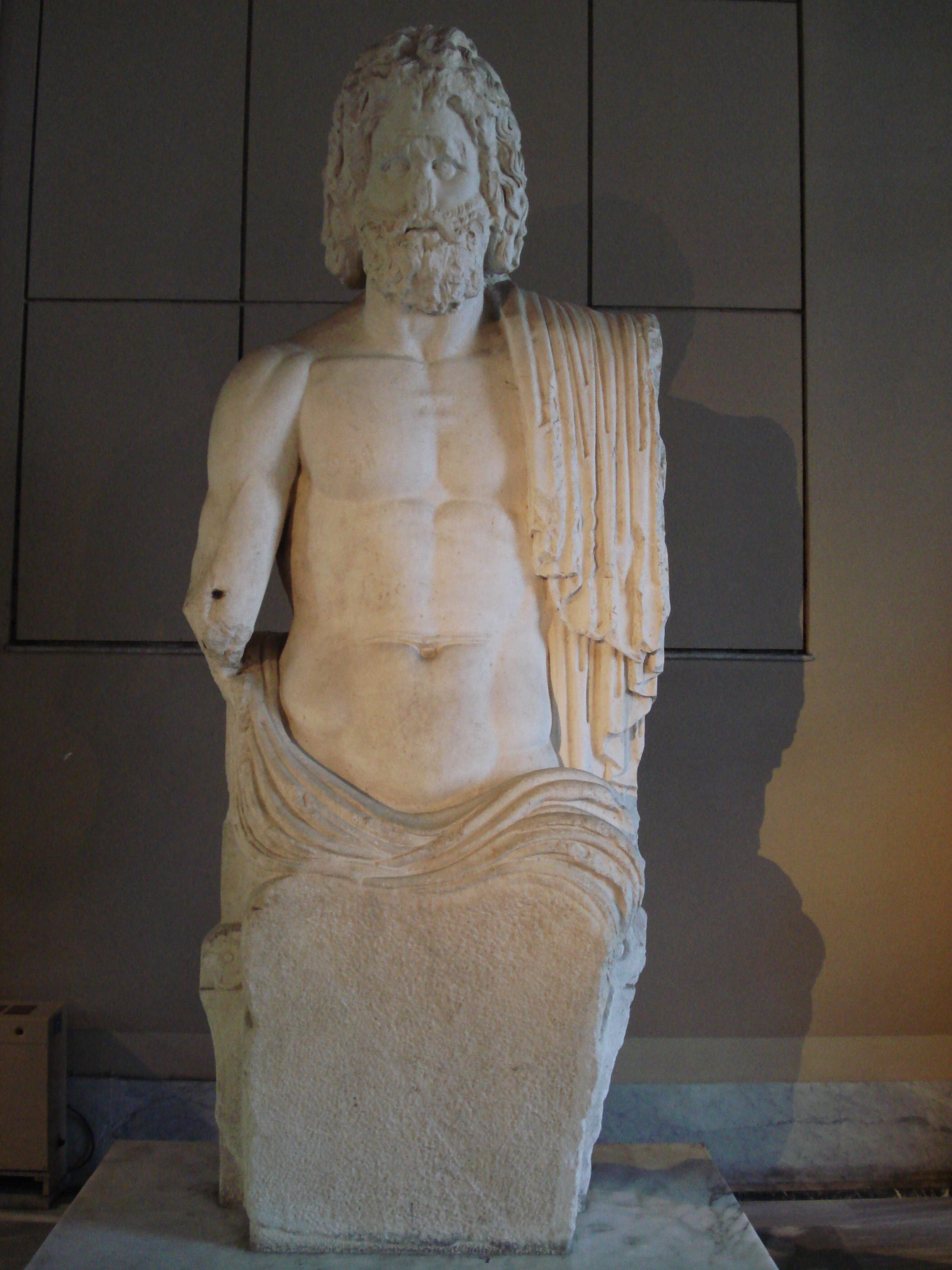
Colosal estatua de Zeus descubierta en Gaza, en 1879.

Marna o Marnas era una divinidad masculina principal de la antigua ciudad de Gaza. Marna proviene del arameo Marnā o Maran, en español, "Señor" o "Nuestro Señor". Es mencionado en la Vida de Porfirio de Gaza, de Marco el Diácono, teólogo del siglo V.
Era considerado el dios de la lluvia (dominus imbrium) y el grano o la fertilidad, y se invocaba contra el hambre. Su culto es el más antiguo conocido de Gaza y ya las monedas aqueménidas del siglo IV a. C. llevaban su nombre. También aparece en las monedas de la época de Adriano representado como un hombre joven desnudo, con cierto parecido con Apolo, en compañía de la diosa Artemisa.
Fue identificado en Gaza con Zeus Cretense (Zeus Krētagenēs) interpretado como nacido en Creta, como queriendo los habitantes de Gaza trazar su origen ancestral en la isla. O con Zeus Aldemios ("el que hace crecer, el agricultor", como si fuese una expresión helenística del dios principal filisteo, Dagón). Sus funciones son múltiples, también como deidad oracular, a quien se dirigían para suplicar la lluvia.
El templo de Zeus Marna o Marneion, el último gran centro de culto pagano superviviente fue quemado y demolido en el 402 por Porfirio, obispo de Gaza, previo permiso del emperador Arcadio, a quien se lo había solicitado. Los elementos constructivos serían más tarde reutilizados para edificar una iglesia cristiana con el nombre de la emperatriz Eudoxia y para pavimentar el mercado público.